# 林用三
林用三（1939年—），祖籍湖南省临澧县修梅镇凉水井村，汉族，中华人民共和国政治人物、第十一届全国政协委员。中共元老林伯渠之子。
加入中国共产党，曾任内蒙古自治区人民政府副主席、劳动和社会保障部副部长、党组成员。2008年，当选第十一届全国政协委员，代表中华全国总工会，分入第十七组。